# Louis Lewitan
Louis Lewitan (* 1955 in Lyon, Frankreich) ist ein deutsch-französischer Psychologe und Autor.
Lewitan ist in Beratung und Coaching in den Bereichen Führung, Change- und Krisen-Management tätig. Er ist Autor diverser Bücher, u. a. „Die Kunst, gelassen zu bleiben“ (2009), mehrerer Cartoon-Bücher sowie Co-Autor des Buches „Das war meine Rettung“ (2012). Louis Lewitan interviewt seit 2009  Persönlichkeiten für die Kolumne „Das war meine Rettung“ im Zeitmagazin und verfasst Artikel u. a. für die Jüdische Allgemeine, Die Zeit, W&V.

## Leben
Lewitan kam als Sohn jüdischer Eltern im Alter von elf Jahren nach München. An der Ludwig-Maximilians-Universität studierte er klinische Psychologie. Von 1984 bis 1986 war er Leiter des Jugend- und Kulturzentrums der IKG München. Von 1986 bis 1991 war er Executive Director der „CDR Child Development Research“ und Sponsor der „Riker International Study of Organized Persecution of Children“ in New York.
Von 1992 bis 1995 arbeitete Lewitan als klinischer Psychologe im Centrum für psychosomatische Medizin Klinik Dr. Schlemmer in Bad Wiessee. 1996 gründete er seine eigene psychotherapeutische Praxis mit den Schwerpunkten Stress und Burnout. Von 1998 bis 2007 war er Co-Geschäftsführer der Unternehmensberatung Lewitan & Püttmann, Gesellschaft für Managemententwicklung dBR. Parallel hierzu war er von 2001 bis 2006 Geschäftsführer der Firma go4vc GmbH.
2006 wurde Lewitan Ombudsmann des Europäischen Patentamtes, er hatte dieses Amt bis 2011 inne. Seit 2007 ist er Firmeninhaber von Lewitan Coaching & Consulting.
Louis Lewitan ist mit der Künstlerin Ilana Lewitan verheiratet, hat zwei Töchter und lebt in München.

## Bücher
- Stressless: Das ABC für mehr Gelassenheit in Job und Alltag. (zusammen mit Markus Böhler), Ariston, München 2017, ISBN 978-3-424-20171-0.
- Emotionales Analphabetentum im digitalen Zeitalter –  Reich an Wissen, arm an Emotionen. In: Brigitte Spieß und Nicole Fabisch (Hrsg.): CSR und neue Arbeitswelten. Springer Verlag, 2016, ISBN 978-3-662-50530-4.
- Man hat den Juden einen Staat gegönnt. In: Georg M. Hafner und Esther Schapira (Hrsg.): Israel ist an allem schuld. Eichborn Verlag, 2015, ISBN 978-3-8479-0589-9.
- Das war meine Rettung (zusammen mit Herlinde Koelbl und Ijoma Mangold). Edel, 2012, ISBN 978-3-8419-0175-0.
- Die Kunst, gelassen zu bleiben. Edel, 2009, ISBN 978-3-453-16402-4.
- Leitfaden Psychotherapie in München (zusammen mit Johannes Bley). Goldschmidt, 1998, ISBN 3-927099-56-2.
- Hör zu, wenn ich mit Dir rede (zusammen mit Alfred Brodmann). Rowohlt Taschenbuch-Verlag, 1987, ISBN 3-499-15501-X.
- denk – mal (zusammen mit Alfred Brodmann). Langen Müller, 1985, ISBN 3-922170-53-6.
- Ich hab’ geträumt, dass Du mich liebst (zusammen mit Alfred Brodmann). Mahner-Lueg, 1982, ISBN 3-499-15372-6.